# Ginástica nos Jogos Olímpicos da Juventude
A ginástica foi introduzida nos Jogos Olímpicos da Juventude na edição inaugural de 2010. Desde a primeira edição, três modalidades são disputadas: ginástica artística e ginástica de trampolim - tanto para meninos quanto para meninas, e ginástica rítmica apenas para meninas. Em 2018, a ginástica acrobática passou a fazer parte do programa, assim como uma competição internacional por equipes reunindo ginastas de todas as modalidades.

## Resumo
| Jogos | Ano  | Eventos | Melhor Nação |
| ----- | ---- | ------- | ------------ |
| 1     | 2010 | 16      | RUS Rússia   |
| 2     | 2014 | 16      | RUS Rússia   |
| 3     | 2018 | 17      | JPN Japão    |
| 4     | 2026 | 14      |              |

## Quadro de medalhas
Última atualização após os  Jogos Olímpicos de Verão da Juventude de 2018.
| Pos.                | País                         | Ouro | Prata | Bronze | Total |
| ------------------- | ---------------------------- | ---- | ----- | ------ | ----- |
| 1                   | Rússia (RUS)                 | 14   | 5     | 7      | 26    |
| 2                   | China (CHN)                  | 10   | 7     | 6      | 23    |
| 3                   | Japão (JPN)                  | 7    | 3     | 3      | 13    |
| 4                   | Grã-Bretanha (GBR)           | 4    | 5     | 6      | 15    |
| 5                   | Ucrânia (UKR)                | 3    | 5     | 4      | 12    |
| 6                   | Itália (ITA)                 | 3    | 3     | 4      | 10    |
| 7                   | Brasil (BRA)                 | 1    | 3     | 1      | 5     |
| 8                   | Romênia (ROU)                | 1    | 2     | 0      | 3     |
| –                   | Equipes de CONs mistos (MIX) | 1    | 1     | 1      | 3     |
| 9                   | Bulgária (BUL)               | 1    | 1     | 0      | 2     |
| 10                  | Estados Unidos (USA)         | 1    | 0     | 2      | 3     |
| 11                  | Cuba (CUB)                   | 1    | 0     | 0      | 1     |
| 11                  | Mongólia (MGL)               | 1    | 0     | 0      | 1     |
| 11                  | Nova Zelândia (NZL)          | 1    | 0     | 0      | 1     |
| 14                  | Hungria (HUN)                | 0    | 3     | 1      | 4     |
| 15                  | Bielorrússia (BLR)           | 0    | 3     | 0      | 3     |
| 16                  | Espanha (ESP)                | 0    | 2     | 2      | 4     |
| 17                  | Canadá (CAN)                 | 0    | 1     | 2      | 3     |
| 18                  | Austrália (AUS)              | 0    | 1     | 1      | 2     |
| 19                  | Bélgica (BEL)                | 0    | 1     | 0      | 1     |
| 19                  | Egito (EGY)                  | 0    | 1     | 0      | 1     |
| 19                  | Israel (ISR)                 | 0    | 1     | 0      | 1     |
| 19                  | Turquia (TUR)                | 0    | 1     | 0      | 1     |
| 23                  | Alemanha (GER)               | 0    | 0     | 1      | 1     |
| 23                  | Cazaquistão (KAZ)            | 0    | 0     | 1      | 1     |
| 23                  | Coreia do Sul (KOR)          | 0    | 0     | 1      | 1     |
| 23                  | Irã (IRI)                    | 0    | 0     | 1      | 1     |
| 23                  | Noruega (NOR)                | 0    | 0     | 1      | 1     |
| 23                  | Portugal (POR)               | 0    | 0     | 1      | 1     |
| 23                  | Suécia (SWE)                 | 0    | 0     | 1      | 1     |
| 23                  | Uzbequistão (UZB)            | 0    | 0     | 1      | 1     |
| 23                  | Áustria (AUT)                | 0    | 0     | 1      | 1     |
| Total (31 entradas) | Total (31 entradas)          | 49   | 49    | 49     | 147   |

## Medalhistas

### Ginástica acrobática
| Evento            | Ouro                                                           | Prata                                           | Bronze                                                     |
| ----------------- | -------------------------------------------------------------- | ----------------------------------------------- | ---------------------------------------------------------- |
| Buenos Aires 2018 | Mariela Kostadinova BUL Bulgária Panayot Dimitrov BUL Bulgária | Noa Yakar ISR Israel Yonatan Fridman ISR Israel | Daryna Plokhotniuk UKR Ucrânia Oleksandr Madei UKR Ucrânia |

### Ginástica artística

#### Masculino

##### Individual geral
| Evento            | Ouro                                  | Prata                      | Bronze                        |
| ----------------- | ------------------------------------- | -------------------------- | ----------------------------- |
| Singapura 2010    | Yuya Kamoto JPN Japão                 | Oleg Stepko UKR Ucrânia    | Zhu Xiaodong CHN China        |
| Nanquim 2014      | Giarnni Regini-Moran GBR Grã-Bretanha | Nikita Nagornyy RUS Rússia | Alec Yoder USA Estados Unidos |
| Buenos Aires 2018 | Takeru Kitazono JPN Japão             | Sergei Naidin RUS Rússia   | Diogo Soares BRA Brasil       |

##### Solo
| Evento            | Ouro                                  | Prata                        | Bronze                          |
| ----------------- | ------------------------------------- | ---------------------------- | ------------------------------- |
| Singapura 2010    | Ernesto Vila Sarria CUB Cuba          | Oleg Stepko UKR Ucrânia      | Zhu Xiaodong CHN China          |
| Nanquim 2014      | Giarnni Regini-Moran GBR Grã-Bretanha | Kenya Yuasa JPN Japão        | Lim Myong-woo KOR Coreia do Sul |
| Buenos Aires 2018 | Takeru Kitazono JPN Japão             | Krisztián Balázs HUN Hungria | Sergei Naidin RUS Rússia        |

##### Cavalo com alças
| Evento            | Ouro                       | Prata                       | Bronze                        |
| ----------------- | -------------------------- | --------------------------- | ----------------------------- |
| Singapura 2010    | Oleg Stepko UKR Ucrânia    | Sam Oldham GBR Grã-Bretanha | Daniil Kazachkov RUS Rússia   |
| Nanquim 2014      | Nikita Nagornyy RUS Rússia | Vladyslav Hryko UKR Ucrânia | Timur Kadirov UZB Uzbequistão |
| Buenos Aires 2018 | Yin Dehang CHN China       | Sergei Naidin RUS Rússia    | Reza Bohloulzadeh IRI Irã     |

##### Argolas
| Evento            | Ouro                       | Prata                  | Bronze                      |
| ----------------- | -------------------------- | ---------------------- | --------------------------- |
| Singapura 2010    | Andrei Muntean ROU Romênia | Yuya Kamoto JPN Japão  | Nestor Abad ESP Espanha     |
| Nanquim 2014      | Nikita Nagornyy RUS Rússia | Ma Yue CHN China       | Vladyslav Hryko UKR Ucrânia |
| Buenos Aires 2018 | Takeru Kitazono JPN Japão  | Felix Dolci CAN Canadá | Yin Dehang CHN China        |

##### Salto
| Evento            | Ouro                                  | Prata                       | Bronze                     |
| ----------------- | ------------------------------------- | --------------------------- | -------------------------- |
| Singapura 2010    | Ganbatyn Erdenebold MGL Mongólia      | Ferhat Arıcan TUR Turquia   | Nestor Abad ESP Espanha    |
| Nanquim 2014      | Giarnni Regini-Moran GBR Grã-Bretanha | Ma Yue CHN China            | Nikita Nagornyy RUS Rússia |
| Buenos Aires 2018 | Brandon Briones USA Estados Unidos    | Nazar Chepurnyi UKR Ucrânia | Jacob Karlsen NOR Noruega  |

##### Barras paralelas
| Evento            | Ouro                       | Prata                      | Bronze                                |
| ----------------- | -------------------------- | -------------------------- | ------------------------------------- |
| Singapura 2010    | Oleg Stepko UKR Ucrânia    | Andrei Muntean ROU Romênia | Ludovico Edalli ITA Itália            |
| Nanquim 2014      | Nikita Nagornyy RUS Rússia | Botond Kardos HUN Hungria  | Giarnni Regini-Moran GBR Grã-Bretanha |
| Buenos Aires 2018 | Takeru Kitazono JPN Japão  | Yin Dehang CHN China       | Sergei Naidin RUS Rússia              |

##### Barra fixa
| Evento            | Ouro                        | Prata                           | Bronze                                |
| ----------------- | --------------------------- | ------------------------------- | ------------------------------------- |
| Singapura 2010    | Sam Oldham GBR Grã-Bretanha | Nestor Abad ESP Espanha         | Zhu Xiaodong CHN China                |
| Nanquim 2014      | Kenya Yuasa JPN Japão       | Luka van den Keybus BEL Bélgica | Giarnni Regini-Moran GBR Grã-Bretanha |
| Buenos Aires 2018 | Takeru Kitazono JPN Japão   | Diogo Soares BRA Brasil         | Krisztián Balázs HUN Hungria          |

#### Feminino

##### Individual geral
| Evento            | Ouro                       | Prata                          | Bronze                           |
| ----------------- | -------------------------- | ------------------------------ | -------------------------------- |
| Singapura 2010    | Viktoria Komova RUS Rússia | Tan Sixin CHN China            | Carlotta Ferlito ITA Itália      |
| Nanquim 2014      | Seda Tutkhalyan RUS Rússia | Flávia Saraiva BRA Brasil      | Ellie Downie GBR Grã-Bretanha    |
| Buenos Aires 2018 | Giorgia Villa ITA Itália   | Amelie Morgan GBR Grã-Bretanha | Anastasiia Bachynska UKR Ucrânia |

##### Salto
| Evento            | Ouro                       | Prata                         | Bronze                      |
| ----------------- | -------------------------- | ----------------------------- | --------------------------- |
| Singapura 2010    | Viktoria Komova RUS Rússia | Maria Vargas ESP Espanha      | Carlotta Ferlito ITA Itália |
| Nanquim 2014      | Wang Yan CHN China         | Ellie Downie GBR Grã-Bretanha | Sae Miyakawa JPN Japão      |
| Buenos Aires 2018 | Giorgia Villa ITA Itália   | Csenge Bacskay HUN Hungria    | Emma Spence CAN Canadá      |

##### Barras assimétricas
| Evento            | Ouro                        | Prata                      | Bronze                    |
| ----------------- | --------------------------- | -------------------------- | ------------------------- |
| Singapura 2010    | Viktoria Komova RUS Rússia  | Tan Sixin CHN China        | Jonna Adlerteg SWE Suécia |
| Nanquim 2014      | Seda Tutkhalyan RUS Rússia  | Iosra Abdelaziz ITA Itália | Wang Yan CHN China        |
| Buenos Aires 2018 | Kseniia Klimenko RUS Rússia | Giorgia Villa ITA Itália   | Tang Xijing CHN China     |

##### Trave
| Evento            | Ouro                  | Prata                       | Bronze                         |
| ----------------- | --------------------- | --------------------------- | ------------------------------ |
| Singapura 2010    | Tan Sixin CHN China   | Carlotta Ferlito ITA Itália | Angela Donald AUS Austrália    |
| Nanquim 2014      | Wang Yan CHN China    | Flávia Saraiva BRA Brasil   | Ellie Downie GBR Grã-Bretanha  |
| Buenos Aires 2018 | Tang Xijing CHN China | Kseniia Klimenko RUS Rússia | Amelie Morgan GBR Grã-Bretanha |

##### Solo
| Evento            | Ouro                      | Prata                          | Bronze                           |
| ----------------- | ------------------------- | ------------------------------ | -------------------------------- |
| Singapura 2010    | Tan Sixin CHN China       | Diana Bulimar ROU Romênia      | Viktoria Komova RUS Rússia       |
| Nanquim 2014      | Flávia Saraiva BRA Brasil | Seda Tutkhalyan RUS Rússia     | Ellie Downie GBR Grã-Bretanha    |
| Buenos Aires 2018 | Giorgia Villa ITA Itália  | Amelie Morgan GBR Grã-Bretanha | Anastasiia Bachynska UKR Ucrânia |

### Multidisciplinar

#### Equipes mistas
| Evento            | Ouro | Prata | Bronze |
| ----------------- | --- | --- | --- |
| Buenos Aires 2018 | Time Simone Biles BUL Mariela Kostadinova BUL Panayot Dimitrov RSA Ruan Lange HUN Krisztián Balázs UKR Nazar Chepurnyi SGP Tamara Anika Ong VIE Pham Nhu Phuong ESP Alba Petisco ITA Talisa Torretti RUS Daria Trubnikova AZE Yelizaveta Luzan AUS Liam Christie CHN Fan Xinyi | Time Max Whitlock POR Madalena Cavilhas POR Manuel Candeias ARG Fernando Espindola JPN Takeru Kitazono ECU Pablo Calvache CRC Camila Montoya RUS Kseniia Klimenko EGY Zeina Ibrahim MAS Rayna Khai Ling Hoh KAZ Roza Abitova EST Adelina Beljajeva ESP Robert Vilarasau GBR Jessica Clarke | Time Oksana Chusovitina BLR Viktoryia Akhotnikava BLR Ilya Famenkou USA Brandon Briones GBR Adam Tobin EGY Mohamed Afify UZB Indira Ulmasova GUA Karla Perez SWE Tonya Paulsson AUS Lidiia Iakovleva JPN Aino Yamada GER Lilly Rotaermel ARG Santiago Escallier GRE Antonia Sakellaridou |

### Ginástica rítmica

#### Individual geral
| Evento            | Ouro                           | Prata                             | Bronze                                |
| ----------------- | ------------------------------ | --------------------------------- | ------------------------------------- |
| Singapura 2010    | Alexandra Merkulova RUS Rússia | Arina Charopa BLR Bielorrússia    | Jana Berezko-Marggrander GER Alemanha |
| Nanquim 2014      | Irina Annenkova RUS Rússia     | Mariya Trubach BLR Bielorrússia   | Laura Zeng USA Estados Unidos         |
| Buenos Aires 2018 | Daria Trubnikova RUS Rússia    | Khrystyna Pohranychna UKR Ucrânia | Talisa Torretti ITA Itália            |

#### Conjuntos
| Evento         | Ouro                                                                                     | Prata | Bronze |
| -------------- | ---------------------------------------------------------------------------------------- | --- | --- |
| Singapura 2010 | Rússia (RUS) Ksenia Dudkina Alina Makarenko Karolina Sevastyanova Olga Ilina             | Egito (EGY) Farida Sherif Eid Jacinthe Tarek Eldeeb Manar Khaled Mohamed Elgarf Aicha Mohamed Tarek Niazi | Canadá (CAN) Katrina Cameron Melodie Omidi Anjelika Reznik Victoria Reznik                                |
| Nanquim 2014   | Rússia (RUS) Daria Anenkova Daria Dubova Victoria Ilina Natalia Safonova Sofya Skomorokh | Bulgária (BUL) Elena Bineva Aleksandra Mitrovich Emiliya Radicheva Sofiya Rangelova Gabriela Stefanova    | Cazaquistão (KAZ) Viktoriya Guslyakova Amina Kozhakhat Nuray Kumarova Darya Medvedeva Aliya Moldakhmetova |

### Ginástica de trampolim

#### Masculino
| Evento            | Ouro                            | Prata                         | Bronze                      |
| ----------------- | ------------------------------- | ----------------------------- | --------------------------- |
| Singapura 2010    | Oleksandr Satin UKR Ucrânia     | He Yuxiang CHN China          | Ginga Munetomo JPN Japão    |
| Nanquim 2014      | Dylan Schmidt NZL Nova Zelândia | Liu Changxin CHN China        | Pedro Ferreira POR Portugal |
| Buenos Aires 2018 | Fu Fantao CHN China             | Andrew Stamp GBR Grã-Bretanha | Benny Wizani AUT Áustria    |

#### Feminino
| Evento            | Ouro                  | Prata                                 | Bronze                      |
| ----------------- | --------------------- | ------------------------------------- | --------------------------- |
| Singapura 2010    | Dong Yu CHN China     | Sviatlana Makshtrova BLR Bielorrússia | Chisato Doihata JPN Japão   |
| Nanquim 2014      | Zhu Xueying CHN China | Rana Nakano JPN Japão                 | Maria Zakharchuk RUS Rússia |
| Buenos Aires 2018 | Fan Xinyi CHN China   | Jessica Pickering AUS Austrália       | Vera Beliankina RUS Rússia  |